# 米涅爾塔瑪
在英國作家約翰·羅納德·魯埃爾·托爾金（J.R.R. Tolkien）的奇幻小說世界中土大陸中，米涅爾塔瑪（Meneltarma）是位於努曼諾爾（Númenor）中心的一座神聖之山。
這座山屹立至努曼諾爾沉落大海，但登丹人（Dúnedain）堅信，其最頂部地方可能變成了一座島嶼，不過從沒有人發現過這座海島。

## 地理
米涅爾塔瑪位於努曼諾爾島的中心，處於米塔馬（Mittalmar）與阿藍多（Arandor）的邊界。米涅爾塔瑪把守著努曼諾爾的東西交通，因為一條由羅曼納（Rómenna）延至安督奈伊（Andúnië）的大道會經過此地。

## 名字
米涅爾塔瑪（Meneltarma）一名是昆雅語，意思為「天空之柱」Pillar of the heavens。在阿登奈克語的版本中，這座山就名為Minûl-Tarîk。

## 總覽
米涅爾塔瑪是一座火山，也是努曼諾爾島上最高的山峰，視力最好的人可以從山峰上遠眺伊瑞西亞島（Tol Eressëa）的精靈高塔，航向努曼諾爾的人也可以輕易看到高聳的米涅爾塔瑪。在平坦的山坡至山頂之間，山勢陡峭難爬，因此努曼諾爾人為方便登山，在南坡修築一段繞山路連接山頂北邊。它的山頂平緩且遼闊，可容納大量民眾進行宗教儀式，不過並沒有建築物設在山上，儀式都是公開及露天舉行。山頂從未有被玷污過，就連索倫（Sauron）得勢時都不敢貿然冒犯它。
為表示對至上神的敬意，任何人不准攜帶武器和工具，登上米涅爾塔瑪亦必須絕對肅靜。後者被廣泛及有力地執行，甚至外人來到都會不自覺地被這裡的嚴肅的氣氛影響。唯努曼諾爾皇帝才可發言，每年三次祭典時皇帝都必須帶領子民登上山頂，向伊露維塔（Ilúvatar）發言祈禱。其餘時間民眾都可以自由登上山頂，不過仍須遵守保持肅靜的規定，即使對努曼諾爾毫無認識的人來到這裡，也會在這種莊穆寧靜的氛圍下只敢輕聲說話。
鳥獸都不會接近這裡，只有曼威的巨鷹（Eagles）可以居高臨下地環視山頂，牠們被視為米涅爾塔瑪的神聖守護者。當有人上到山頂時，三隻巨鷹會飛來停留在山頂西邊；而三大祭典時，這些巨鷹會飛翔在人群之上。努曼諾爾人相信牠們是曼威（Manwë）派來，看守著山頂與努曼諾爾全地。故此，他們見到巨鷹來臨時會稱呼這為曼威的見證（Witnesses of Manwë）。
米涅爾塔瑪的山勢平緩，覆蓋著葱葱郁郁的綠草。五條山脊伸向這座島嶼的五大半島，這些山脊稱為塔瑪辛達（Tarmasundar），即「天柱之根」Roots of the pillar。米涅爾塔瑪的南麓有一處名為諾瑞南（Noirinan）的低谷，解作「陵墓之谷」Valley of the tombs，因為努曼諾爾統治者的最後歸宿就在這裡。諾瑞南也是西爾河（Siril）的發源地，這條河一路南奔至寧達墨斯（Nindamos）後注入大海。

## 歷史

### 早期存在
第二紀元32年，維拉們（Valar）將努曼諾爾從海底昇起，將其賜給努曼諾爾人居住，自此米涅爾塔瑪就開始存在。愛洛斯（Elros）統領伊甸人（Edain）抵達，在米涅爾塔瑪的山腳他興修了首都雅米涅洛斯（Armenelos）。接下來長期努曼諾爾人對維拉忠誠時，米涅爾塔瑪是他們對一如獻祭祈禱的場所。

### 努曼諾爾毀滅
經歷兩千多年的發展，努曼諾爾人逐漸對必死的命運感到不滿，他們不再進行對伊露維塔的祭典祈禱，甚至到了亞爾-金密索爾（Ar-Gimilzôr）統治時，他完全摒棄了這項傳統。即使後來塔爾-帕蘭特（Tar-Palantir）為父祖的傲慢悔改，重新進行對伊露維塔的祭典，也沒能拯救墮落至深的努曼諾爾人心。亞爾-法拉松（Ar-Pharazôn）深受索倫的誘騙和墮落，他直接禁止所有人登上米涅爾塔瑪，否則就一概處死。
法拉松逐漸感到死亡逼近，竟召集大軍準備攻打維拉，欲奪取永生不老。這時維拉憤怒的預示不斷湧現，濃煙從米涅爾塔瑪山頂湧出，這是努曼諾爾從來沒有發生過的。亞爾-法拉松心中剛硬，不肯悔改，親率大軍登上阿門洲（Aman）。這刻世界劇變，米涅爾塔瑪山噴出大火，天地震動，大海吞滅努曼諾爾。努曼諾爾最後一位皇后，塔爾-密瑞爾（Tar-Míriel）拚命想爬上山頂避難，不過大浪來得太快，將她永遠奪去。

### 米涅爾塔瑪之島
努曼諾爾只有九艘載滿忠實者（the Faithful）的船隻逃出生天，他們在中土大陸建立了流亡王國。這些努曼諾爾的遺民堅信，米涅爾塔瑪的頂峰是封聖之地，沒有沉入大海，變成孤懸大海的小島。他們努力搜尋它，想緬懷昔日的記憶和景象，卻徒勞無功，只發現阿爾達（Arda）變成球形，不死之地已經永遠消失。

## 資料來源
1. 1 2 3 4 5 6 7 8 9 10  《未完成的故事》 1998年 HarperCollins出版 "A Description of Númenor"
2. ↑  這條大路由羅曼納向西至雅米涅洛斯，再進入諾瑞南谷與米涅爾塔瑪，之後轉西北通往佛洛星芒的昂督斯托（Ondosto），繼續朝西伸延到安督奈伊。詳見"A Description of Númenor"。
3. ↑  《中土世界的歷史》 Vol.9《索倫敗亡》 "The Drowning of Anadûnê"
4. 1 2 3 4 5 6  《精靈寶鑽》 2002年 聯經初版翻譯 《努曼諾爾淪亡史》
5. ↑  Erukyermë是初祭，於春天首日舉行，意思是「祈求一如」Prayer to Eru。Erulaitalë是第二祭，於仲夏舉行，意思是「頌揚一如」Praise of Eru。Eruhantalë是最後一祭，於秋天結束之日舉行，意思是「感恩一如」Thanksgiving to Eru。詳見《未完成的故事》"A Description of Númenor"。